# Mildreda
Mildreda (em inglês antigo: Mildþrȳð; em inglês: Mildrith; Mildthryth; Mildryth; 694 - Minster-in-Thanet, c. 716/733) foi uma abadessa anglo-saxã. Mildreda era a filha do rei Merevaldo de Magonsaete, um sub reino de Mércia, e de Santa Eormemburga, filha do rei Etelberto de Kent e, como tal, personagem das lendas reais de Kent. 
Suas irmãs, Milburga e Mildgida também foram canonizadas. Goscelino, se baseando numa história agora considerada perdida dos governantes do Reino de Kent, escreveu uma hagiografia sobre Mildreda.
A família materna de Mildreda possui laços íntimos com os monarcas merovíngios da Gália, e acredita-se que Mildreda tenha sido educada na prestigiosa Abadia de Chelles. Ele entrou na abadia de Minster-in-Thanet, a qual sua mãe havia estabelecido, e da qual se tornou abadessa em 694. Acredita-se que seus laços com a Gália foram mantidos, já que uma série de dedicações a Mildreda existem em Pas-de-Calais, incluindo em Millam. Mildreda morreu em Minster-in-Thanet e foi enterrada lá.
Seus restos mortais foram transferidos para a Abadia de Santo Agostinho, na Cantuária, em 1030, a data é comemorada em 18 de maio. Mildreda parece ter sido substituída na função de abadessa por Edburga of Minster-in-Thanet, correspondente de São Bonifácio.